# أغستاش
الأغستاش أو الزوفا العملاقة أو الزوفا المكسيكية (الاسم العلمي: Agastache) (بالإنجليزية: Giant hyssop)‏ هي جنس من النباتات يتبع الفصيلة الشفوية من رتبة الشفويات. الاسم العلمي يأتي من الكلمة اليونانية agatos ومعناها الرائع أو الباهر.